# Армин Цьогелер
Армин Цьогелер (на немски: Armin Zöggeler), по прякор Канибала, е състезател по спортни шейни от Италия. Той е сред най-успешните състезатели в този спорт.
Цьогелер има 2 златни медала от зимни олимпийски игри – от олимпиадите през 2002 и 2006 г. През 1994 в Лилехамер, на игрите през 1998 в Нагано печели сребърен медал, а на олимпиадите през 1994 г. в Лилехамер, 2010 г. във Ванкувър и 2014 г. в Сочи печели бронзови медали. Той е единственият спортист, печелил медали в същата дисциплина от шест последователни зимни олимпийски игри. Цьогелер е и седемкратен световен шампион, двукратен европейски шампион и девет пъти шампион в класирането за Световната купа 
Цьогелер започва кариерата си през 1988 година и се състезава за националния отбор на Италия от 1991 година.